# ブルガリア国鉄

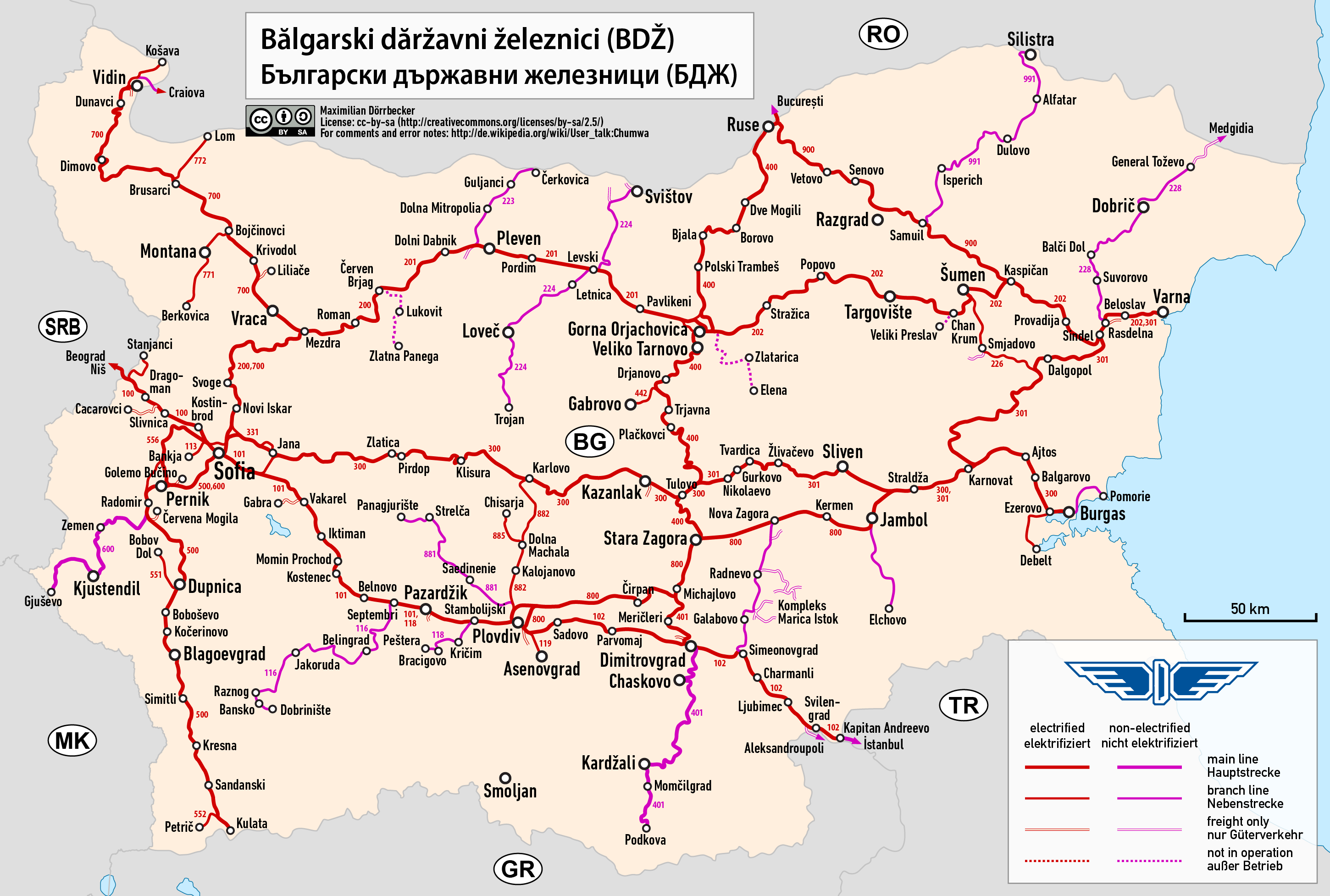

ブルガリア国鉄（ブルガリアこくてつ、ブルガリア語: Български държавни железници, БДЖ, ラテン文字転写: Balgarski darzhavni zheleznitsi, BDZ）は、ブルガリアの国有鉄道会社であり、同国最大の鉄道輸送事業者で、1885年に設立された。本社をブルガリアの首都ソフィアに置いている。

## 歴史
ブルガリアで最初の鉄道である、ルセ - ヴァルナ間223 キロメートルは、イギリスの会社によって1865年に建設された。この会社の出資者にはイギリスの有名な政治家、ウィリアム・グラッドストンもいる。1866年11月7日に営業を開始した。
このイギリスの会社は権利をモーリス・ド・ヒルシュ男爵（ビショフスハイム家と姻戚関係）に譲渡し、最終的にブルガリアの政府によって1888年に買収された。1870年から1874年に掛けて、南ブルガリアにヒルシュ男爵が所有する鉄道路線は合計で309.6 キロメートルあった。これらの路線は1909年に国有化された。
全てブルガリアの技術者によって設計され建設されたブルガリアで最初の鉄道路線は、ツァリブロドとソフィア、ヴァカレルを結び、ソフィアでは中央駅に接続して、1888年8月1日に開業した。
ブルガリア国民会議（ブルガリアの国会）によって1886年に可決された法律により、政府はブルガリアの鉄道網の建設と運用に関する全ての権利と責任を担うことになり、またこの法律によりブルガリア国鉄が設立された。
2017年、蒸気機関車による観光列車の運行を開始。ブルガリア国鉄の赤字は、2億4,000万ユーロに達しており、観光客の誘致などによる経営改善の一環としてのもの。